# Skua Lake
Skua Lake är en sjö i Antarktis. Den ligger i Östantarktis. Nya Zeeland gör anspråk på området. Skua Lake ligger 13 meter över havet. Den sträcker sig 0,9 kilometer i nord-sydlig riktning, och 0,3 kilometer i öst-västlig riktning.